# Litz (Oise)
Litz település Franciaországban, Oise megyében. Lakosainak száma 370 fő (2022. január 1.). Litz Bulles, Étouy, La Neuville-en-Hez, Rémérangles és La Rue-Saint-Pierre községekkel határos.

## Népesség
A település népességének változása:
| Lakosok száma | 364  | 356  | 358  | 356  | 360  | 363  | 364  | 365  | 370  |
|               | 2013 | 2015 | 2016 | 2017 | 2018 | 2019 | 2020 | 2021 | 2022 |